# 大矢さくら
大矢 さくら（おおや さくら、2005年3月18日 - ）は、神奈川県座間市出身の女子サッカー選手。日体大SMG横浜所属。ポジションはディフェンダー。

## 来歴
5歳の時、2歳上の兄の影響でサッカーを始めた。

### ユース
ノジマステラ神奈川相模原のユースチームであるノジマステラ神奈川相模原アヴェニーレ、ドゥーエを経て、2023年に日本体育大学へ進学し、日体大SMG横浜でプレーしている。

### 代表
2022年9月に、U-17女子ワールドカップに臨むU-17日本代表に選出された。大会では3試合にフル出場した。

## 個人成績

### クラブ
| 国内大会個人成績 | 国内大会個人成績 | 国内大会個人成績 | 国内大会個人成績 | 国内大会個人成績 | 国内大会個人成績 | 国内大会個人成績 | 国内大会個人成績 | 国内大会個人成績 | 国内大会個人成績 | 国内大会個人成績 | 国内大会個人成績 |
| 年度             | クラブ           | 背番号           | リーグ           | リーグ戦         | リーグ戦         | リーグ杯         | リーグ杯         | オープン杯       | オープン杯       | 期間通算         | 期間通算         |
| 年度             | クラブ           | 背番号           | リーグ           | 出場             | 得点             | 出場             | 得点             | 出場             | 得点             | 出場             | 得点             |
| 日本             | 日本             | 日本             | 日本             | リーグ戦         | リーグ戦         | リーグ杯         | リーグ杯         | 皇后杯           | 皇后杯           | 期間通算         | 期間通算         |
| ---------------- | ---------------- | ---------------- | ---------------- | ---------------- | ---------------- | ---------------- | ---------------- | ---------------- | ---------------- | ---------------- | ---------------- |
| 2023             | 日体大SMG横浜    | 34               | なでしこ1部      | 2                | 0                | -                | -                | 0                | 0                | 2                | 0                |
| 2024             | 日体大SMG横浜    | 20               | なでしこ1部      | 17               | 0                | -                | -                | 1                | 0                | 18               | 0                |
| 通算             | 日本             | 日本             | 2部              | 19               | 0                | 0                | 0                | 1                | 0                | 20               | 0                |
| 総通算           | 総通算           | 総通算           | 総通算           | 19               | 0                | 0                | 0                | 1                | 0                | 20               | 0                |

- 日本女子サッカーリーグ
  - 初出場 - 2023年3月25日 なでしこリーグ1部 第2節 バニーズ群馬FCホワイトスター戦 (アースケア敷島サッカー・ラグビー場)[6]

### 代表

#### 主な選出歴
- U-17日本代表
  - 2022 FIFA U-17女子ワールドカップ: ベスト8（3試合出場）